# Arnau Parrado
Arnau Parrado Calabria (Badalona, 24 giugno 2000) è un cestista spagnolo.